# St. Nikolaus (Roschütz)

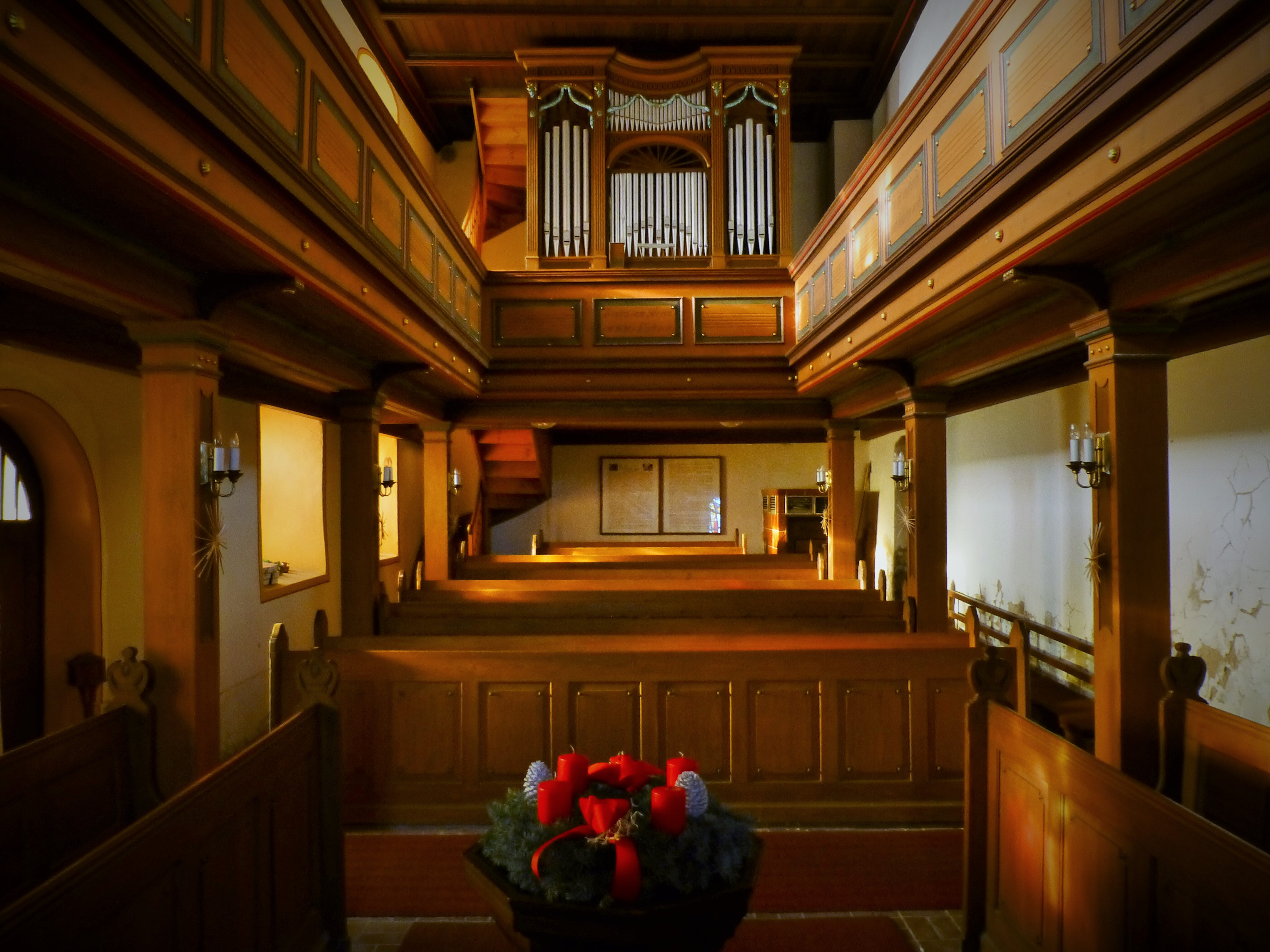
Kirche St. Nikolaus zu Gera-Roschütz, Kirchenschiff mit Holzempore und Röver-Orgel von 1908

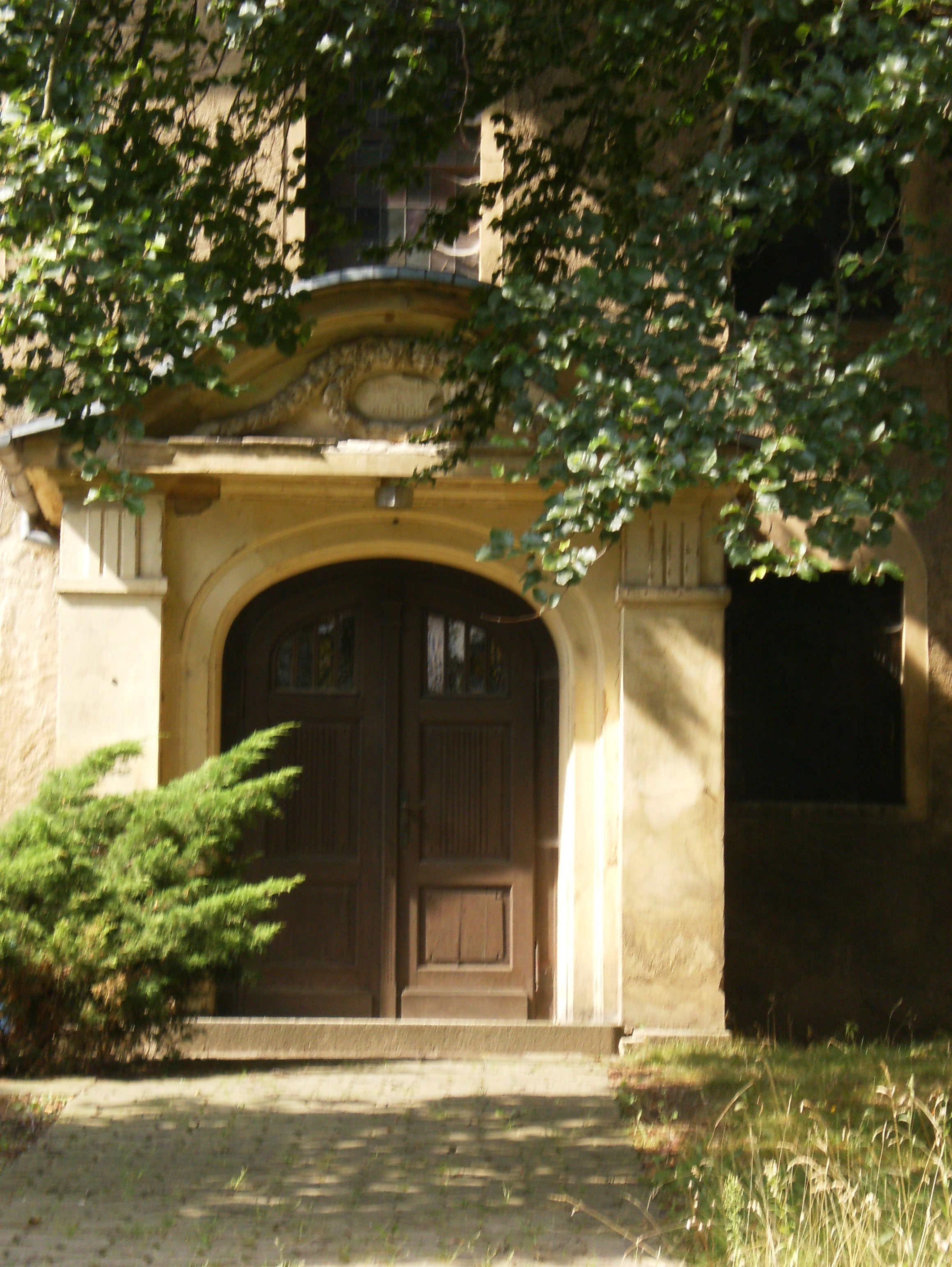
Kirche St. Nikolaus zu Gera-Roschütz, Südliches Kirchenportal

Die evangelisch-lutherische Kirche St. Nikolaus steht im Ortsteil Roschütz der kreisfreien Stadt Gera in Thüringen. Sie gehört zum Pfarramt Pölzig im Kirchenkreis Gera der Evangelischen Kirche in Mitteldeutschland.

## Geschichte
1401 erhielt Roschütz, das bis zu dieser Zeit als Filialgemeinde dem Nachbardorf Röpsen unterstellt war, durch Bischof Ulrich von Naumburg seine kirchliche Eigenständigkeit und den „Stiftern Nickel und Berchter von Schauroth und deren Nachkommen das Patronat zugestanden“. Mit der Erhebung zur Pfarrei wurde die den Heiligen Wenzeslaus, Pankratius und Nikolaus geweihte mittelalterliche Kapelle zu einer einschiffigen Kirche erweitert. Aus dieser Zeit stammen heute noch Teile des Mauerwerks im Turmunterbau.
Von 1701 bis 1703 erfolgte ein durchgreifender Umbau: Über dem Chorraum mit quadratischem Grundriss und Kreuzgewölbe wurde ein achteckiger Turm mit doppelter Haube errichtet und das baufällige Langhaus neu errichtet. Die heutige äußere Gestalt der Kirche stammt aus dieser Zeit. Im Zuge einer Neugestaltung des Innenraums im Jahr 1846 wurde unter anderem das Kirchengestühl als Bankblock in der Mitte und gepflasterte Gänge im Kirchenschiff, die Predigtkanzel und zwei dreiseitig umlaufende Emporen eingebaut. In diesem Zusammenhang wird auch das ursprüngliche Altarbild, welches die Auferweckung des Lazarus darstellt, erwähnt.
Das Jahr 1908 markiert eine weitere Zäsur im Sinne eines Umbaus des Kircheninneren und -äußeren: So wurde die Orgel aus dem Chorraum entfernt und bekam ihren neuen Platz auf der Westempore und das zweite Emporengeschoss wurde ausgebaut. Außerdem wurden eine Südvorhalle, der heutige Eingang, und ein nördlicher Treppenturm angebaut. Nach dem Ersten Weltkrieg wurde die Pfarrei Roschütz der Superintendentur Gera angegliedert. Von 1985 bis 1989 erfolgte die letzte umfassende Sanierung und Instandsetzung. Hierzu gehören die Erneuerung der Abflussdrainagen und des Innenputzes sowie eine farbliche Neugestaltung der Holzelemente unter Leitung von Kurt Thümmler. Zum 1. Januar 2012 wurde die Gemeinde Roschütz mit Röpsen, Dorna und Pölzig zu einem Kirchspiel vereinigt, das der Nord-Region der Superintendentur Gera zugehörig ist.

## Innenausstattung
Im Inneren ist das dunkle Braun der getäfelten Decke und der hölzernen Empore raumbeherrschend. Zusammen mit dem gedämpften Licht, das durch die Buntglasfenster mit Darstellung biblischer Szenen fällt, entsteht eine warme und dämmrige Atmosphäre, die den Stil des ausgehenden 19. Jahrhunderts nachempfindet. Von Mitte der 1970er Jahre bis 2005 wurde der spätgotische Flügelaltar aus der Tinzer St.-Margareten-Kirche nach Roschütz ausgelagert und im Chorraum mit seinem sehenswerten gotischen Kreuzgewölbe aufgestellt. Bemerkenswert ist außerdem das Alabasterepitaph der Familie von Schauroth an der nördlichen Wand.

### Fensterbilder

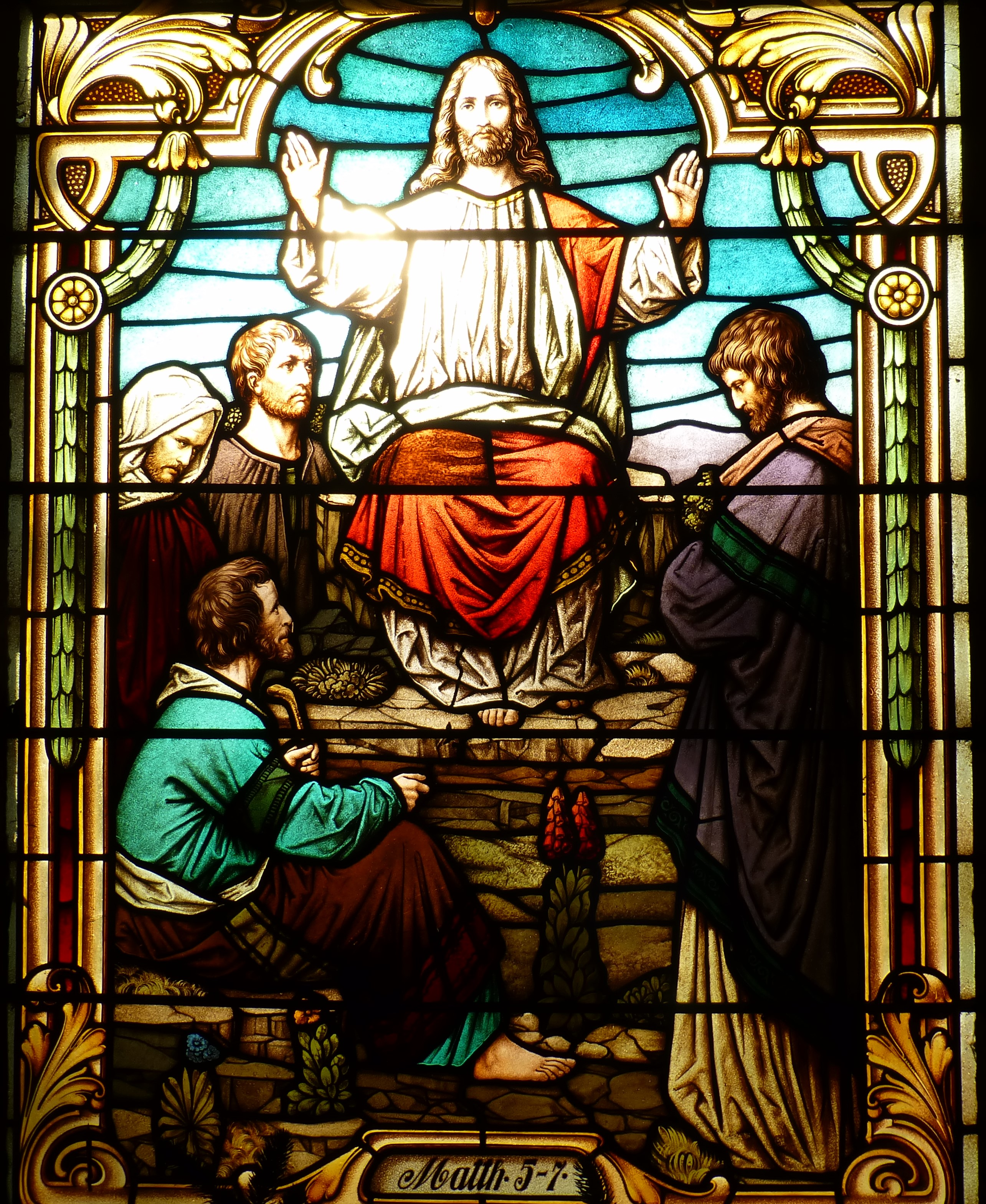
Buntglasfenster der Südseite. Dargestellt ist das biblische Motiv der Bergpredigt von Jesus

Mit der Sanierung von 1908 erhielt die Kirche ihre heutigen Buntglasfenster. Die Südseite des Kirchenschiffes zieren hierbei sieben Fenster auf zwei Ebenen:
- Auf der Südseite unter der Empore von Ost nach West: 1. Jesus, der Kinderfreund – 2. Jesus hält die Bergpredigt – 3. Jesus bei Maria und Martha
- Auf der Südseite über der Empore von Ost nach West: 1. Der Hirsch lechzt nach Wasser (vgl. Psalm 42) – 2. Darstellung der heiligen Taufe – 3. Darstellung des heiligen Abendmahls – 4. Regenbogen über einem Dorf

### Orgel
Die Kirche Roschütz beherbergt eine bis heute spielbare Orgel aus der Orgelbauwerkstatt von Ernst Röver in Hausneindorf im Kreis Quedlinburg. Das 1908 erbaute Instrument umfasst 13 Register mit vier Koppeln. Vor 1908 stand in der Roschützer Kirche eine Poppe-Orgel von 1814.